# Kościół Matki Bożej Królowej Polski w Nowej Dębie
Kościół Matki Bożej Królowej Polski w Nowej Dębie – rzymskokatolicki kościół parafialny należący do parafii pod tym samym wezwaniem (dekanat Nowa Dęba diecezji sandomierskiej).
Jest to świątynia wzniesiona w latach 1987–1994 według projektu profesora Witolda Cęckiewicza, inżyniera Wojciecha Oktawca oraz inżyniera Edwarda Motaka. Budową kierował ksiądz Mieczysław Wolanin. Kościół został uroczyście poświęcony przez biskupa Wacława Świerzawskiego w dniu 29 października 2000 roku. Następnie kontynuowane były prace przy wykończeniu i dekoracji świątyni (m.in. zostały wymienione okna razem z zamontowaniem witraży). Kościół jest przykładem architektury postmodernistycznej. Wybudowano go na planie wydłużonego sześciokąta. Ściana frontowa z łukowato zakończoną wnęką okienną jest załamana pod kątem prostym i dlatego jest podobna do dziobu łodzi. W załamaniu wnęki jest umieszczone duże, zakończone trójkątnie okno ze Znajdującą się przed nim figurą Matki Bożej. Po prawej stronie znajduje się wolnostojąca, otwarta, ażurowa wieża-dzwonnica, zakończona czterema trójkątnymi szczytami i także ażurową, blaszaną wieżyczką. Jej otwory okienne są wypełnione romboidalną kratą. Kruchta mieści dwa symetryczne wejścia główne i jest przedłużona w lewą stronę dobudówką z otwartymi arkadami. Podobna dobudówka przy prezbiterium mieści zakrystię i kaplicę boczną. Obie dobudówki wydają się być nieukończone lub czekające na równoległy względem świątyni budynek, zamykający przestrzeń patio. Okna ścian bocznych są na zmianę podłużne i poprzeczne, co wytwarza przestrzenie ekspozycji kultycznych. Stropem nawy jest drewniane podbicie dwuspadowego dachu. Jest ono oparte na kilku półokrągłych arkadach, podobnych do sklepienia. Te arkady są oparte po bokach na pół-arkadach i okrągłych kolumnach i tworzą coś podobnego do naw bocznych i równocześnie wyznaczają przestrzenie dla konfesjonałów lub ołtarzy. Prezbiterium jest stosunkowo małe, okrągłe i znajduje się w zasadzie w jednej przestrzeni z nawą świątyni, tylko lekko jest zarysowane w całości bryły śladem półkolistej ściany na złamanej pod kątem prostym ścianie tylnej. Obecnie jest oświetlone z góry tylko ażurową i dekoracyjną wieżyczką znajdującą się skośnie względem kalenicy dachu. Zamiast nastawy ołtarzowej jest umieszczony obraz Matki Bożej Częstochowskiej i znajduje się w trzech coraz bardziej zewnętrznych ramach, zakończonych łukiem, podtrzymującym banię i krzyż. Tabernakulum jest umieszczone w metalowej glorii o barwie złotej, rozciętej na środku i przypominającej dwa skrzydła.